# Берендєєва Анастасія Юрійович
Анастасія Юрійович Берендєєва (рос. Анастасия Юрьевна Берендеева), до шлюбу Родіонова (нар. 6 вересня 1986) — російська футболістка, захисниця клубу «Зірка-2005». Виступала за збірну Росії.

## Клубна кар'єра
Перший тренер — Михайло Паршин. У професіональному футболі дебютувала у 22-річному віці у складі тольяттинської «Лади». Потім грала в інших клубах вищої ліги Росії — «Ізмайлово» та «Зоркий». Віцечемпіонка Росії 2014 року у складі «Зоркого», фіналістка Кубку Росії 2013 року у складі «Ізмайлово».
До 2016 року виступала під прізвищем Родіонова.
2016 року виступала за казахстанський клуб «Астана», стала срібною призеркою чемпіонату Казахстану та фіналісткою Кубку Казахстану. Зіграла 16 матчів у чемпіонаті та 4 — у Кубку.
З 2017 року виступав за російський клуб «Зірка-2005» (Перм). Чемпіонка (2017) та бронзова призерка (2018, 2020) чемпіонату Росії, володарка Кубку Росії (2018).

## Кар'єра в збірній
У національній збірній Росії дебютувала 26 липня 2011 року у товариському матчі проти Китаю. Загалом у 2011—2012 роках зіграла 5 матчів за збірну, усі — товариські.
У складі студентської збірної Росії брала участь в Універсіаді 2013 в Казані, де росіянки посіли дев'яте місце. На турнірі вийшла на поле у трьох матчах.